# Свидание с Рамой
«Свида́ние с Ра́мой» (англ. Rendezvous with Rama) — научно-фантастический роман Артура Кларка, написан в 1973 году. Роман считается одним из самых значимых романов в творчестве писателя и классическим в своём жанре. Роман получил множество наград, в том числе премии Британской ассоциации научной фантастики, «Небьюла», «Хьюго», «Локус» и Мемориальную премию Джона Кэмпбелла.

## Сюжет
Действие романа происходит в XXII веке. Человечество начало освоение Солнечной системы, создало колонии на Марсе, Меркурии и спутниках внешних планет. Для поиска опасных астероидов создан Космический патруль.
Человечество обнаруживает в космосе огромный цилиндрический объект, очень похожий на искусственный (принятый сначала за астероид и названный в честь Рамы). Его длина — десятки километров, он летит к Солнцу из глубин Галактики.

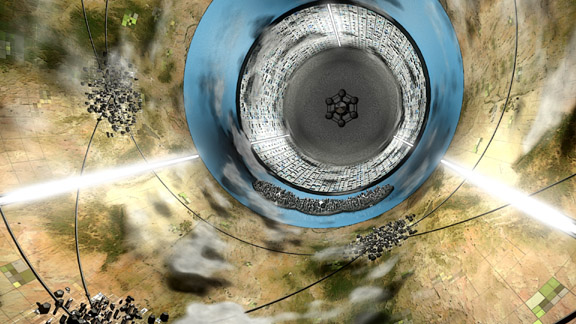
Внутренний вид Рамы

«Индевор», один из кораблей Космического патруля, находится достаточно близко от траектории объекта и является единственным пилотируемым кораблем, который способен догнать пришельца. У экипажа будет лишь пара месяцев, чтобы побывать на корабле и вступить в контакт с инопланетным разумом.
Проникнув внутрь, люди находят примерно то, что и ожидалось — колоссальное открытое пространство, кислород, море, созданную центробежной силой гравитацию — все условия для обитания на внутренней стороне цилиндра, созданного для путешествия в течение сотен и тысяч лет.
Далее исследователи обнаруживают, что этот искусственный мир является обитаемым: по мере приближения к Солнцу начинают свою активность роботы, занимающиеся обслуживанием поверхности и механизмов цилиндра. Но кроме примитивных обитателей моря, а также редких «цветков» на поверхности, другой биологической жизни в цилиндре нет.
Все устройства и многие элементы устройств Цилиндра сделаны в трёх копиях. За счёт дублирования систем создатели Цилиндра планировали повысить шансы на успешное завершение путешествия. В самом конце романа читателю даётся понять, что такое дублирование могло иметь место также и на уровне Цилиндров: следуя логике создателей, цилиндров также должно быть три, в будущем человечество может вновь встретиться с ними.
Тем временем одна из колоний Земли — Меркурий — попав в плен предрассудков о злобных пришельцах, отправляет на перехват Рамы термоядерную мину, чтобы иметь возможность уничтожить инопланетный корабль дистанционно, если тот проявит враждебность.
Команда «Индевора» обезвреживает заряд, но вынуждена вскоре покинуть Раму из-за того, что его траектория слишком близко подходит к Солнцу. После этого человечество наблюдает, как Рама заходит в солнечную корону, набирает из неё энергию и материю и, разогнавшись до двух третей скорости света, покидает Солнечную систему в направлении Большого Магелланова облака.

## Продолжения
Продолжениями романа являются произведения «Рама 2» (1989), «Сад Рамы» и «Рама явленный». Они написаны в соавторстве с Джентри Ли. Эти три книги вместе с первой составили монументальную тетралогию, события которой разворачиваются как в близком, так и в отдалённом будущем. В тетралогии широко представлены присущие романам Артура Кларка темы: контакт с внеземными цивилизациями, будущее науки и технологии, социальные схемы различных культур, философские и культурологические аспекты поиска предназначения пути Разума и места человеческой цивилизации во Вселенной.
Критики отмечают, что все продолжения «Рамы» явно почти целиком созданы Джентри Ли, написаны в стиле Артура Хейли и с Артуром Кларком имеют мало общего.
Джентри Ли также написал два последующих произведения, действие в которых происходит во вселенной первой «Рамы» — это «Яркие посланники» (Bright Messengers, 1995) и «Двойное полнолуние» (Double Full Moon Night, 1999).

## Экранизации
В начале 2000-х годов актёр Морган Фримен выразил желание снять фильм на основе романа (и на сайте IMDb датой выхода фильма указан 2013 год). Режиссёр Дэвид Финчер подтвердил в январе 2011 года (англ.), что начнёт работу над фильмом после завершения съёмок экранизации романа Жюля Верна «20 000 льё под водой» (ожидается в 2016). 06 октября 2016 года проект «Свидание с Рамой» (англ. Rendezvous with Rama) был объявлен. Сценаристы: Scott Brick, Кристос Н. Гейдж, Andrew Kahng. Продюсеры: Морган Фриман, Лори МакКрири. Однако проект так и не состоялся.
В 2001 году студент Нью-Йоркского университета Аарон Росс создал короткометражный мультфильм, основанный на романе.
15 декабря 2021 года стало известно, что Дэни Вильнёв займёт режиссёрское кресло экранизации романа «Свидание с Рамой». В феврале 2022 года на портале SneakPeek появилось подтверждение того, что картина находится в разработке. 

## «Космический патруль»
В романе описана организация «Космический патруль» (англ. Spaceguard), целью которой является отслеживание крупных астероидов для предотвращения их столкновения с Землёй. Причиной создания такой организации явилось падение астероида на Италию 11 сентября 2077 года, в результате чего были разрушены города Падуя и Верона и затоплена Венеция. Через несколько лет после выхода романа был создан реальный проект с такими же целями (англ.), название для которого было взято из романа. В настоящее время проект находится в разработке.